# Episodi di CSI: NY (ottava stagione)
L'ottava stagione della serie televisiva CSI: NY è stata trasmessa sul canale televisiva CBS dal 23 settembre 2011 all'11 maggio 2012.
In Italia, l'ottava stagione è stata trasmessa dal 16 settembre al 28 dicembre 2012 su Italia 1.
| nº | Titolo originale    | Titolo italiano            | Prima TV USA      | Prima TV Italia   |
| -- | ------------------- | -------------------------- | ----------------- | ----------------- |
| 1  | Indelible           | Indelebile                 | 23 settembre 2011 | 16 settembre 2012 |
| 2  | Keep It Real        | I falsari                  | 30 settembre 2011 | 23 settembre 2012 |
| 3  | Cavallino Rampante  | Cavallino rampante         | 7 ottobre 2011    | 30 settembre 2012 |
| 4  | Officer Involved    | L'agente coinvolto         | 14 ottobre 2011   | 30 settembre 2012 |
| 5  | Air Apparent        | Aria apparente             | 21 ottobre 2011   | 14 ottobre 2012   |
| 6  | Get Me Out Of Here! | Macabra caccia al tesoro   | 4 novembre 2011   | 14 ottobre 2012   |
| 7  | Crushed             | Schiacciati                | 11 novembre 2011  | 21 ottobre 2012   |
| 8  | Crossroads          | Incroci                    | 18 novembre 2011  | 21 ottobre 2012   |
| 9  | Means to an End     | Il fine giustifica i mezzi | 2 dicembre 2011   | 28 ottobre 2012   |
| 10 | Clean Sweep         | Piazza pulita              | 6 gennaio 2012    | 28 ottobre 2012   |
| 11 | Who's There?        | Chi è stato?               | 13 gennaio 2012   | 4 novembre 2012   |
| 12 | Brooklyn Til I Die  | O Brooklyn o morte         | 3 febbraio 2012   | 4 novembre 2012   |
| 13 | The Ripple Effect   | Effetto domino             | 10 febbraio 2012  | 16 novembre 2012  |
| 14 | Flash Pop           | Passato e presente         | 30 marzo 2012     | 23 novembre 2012  |
| 15 | Kill Screen         | Schermo mortale            | 6 aprile 2012     | 30 novembre 2012  |
| 16 | Sláinte             | Salute                     | 27 aprile 2012    | 7 dicembre 2012   |
| 17 | Unwrapped           | Sorprese                   | 4 maggio 2012     | 21 dicembre 2012  |
| 18 | Near Death          | Sulla soglia della morte   | 11 maggio 2012    | 28 dicembre 2012  |

## Indelebile
- Titolo originale: Indelible
- Diretto da: Frederick E.O. Toye
- Scritto da: Zachary Reiter e John Dove

### Trama
Questo episodio è dedicato al giorno dell'11 settembre, in cui è morta la moglie di Mac. Si susseguono molti flashback dell'accaduto; la squadra deve risolvere un caso che sembra impossibile, ma si rende conto di aver tralasciato qualcosa. Alla fine dell'episodio, Mac fa un discorso dedicato a tutti i decessi dell'attentato dell'11 settembre.
- Guest star: Robert Forster (Joe Vincent), Cassidy Freeman (Devon Hargrove).
- Altri interpreti: Jaime Ray Newman, Valorie Curry, Brandon Fobbs, Bug Hall, Josh Wingate

## I falsari
- Titolo originale: Keep It Real
- Diretto da: Alex Zakrzewski
- Scritto da: Bill Haynes

### Trama
Il team indaga su un fan di una rock star, che potrebbe aver incontrato la morte cercando di avvicinarsi di più al suo idolo. Inoltre Mac torna al suo vecchio lavoro.
- Guest star: Aly Michalka (Miranda Beck).
- Altri interpreti: Cody Longo, Jake Busey, Preston Jones, Sean Davis, Sean Marquette

## Cavallino rampante
- Titolo originale: Cavallino Rampante
- Diretto da: Nathan Hope
- Scritto da: Adam Targum

### Trama
Due ragazze rubano Ferrari per smontarne i pezzi e venderli sul mercato nero. Una di loro, però, commette un errore e per questo paga con la morte. La squadra scopre di avere a che fare con un serial killer molto pericoloso.
- Altri interpreti: Jeananne Goossen, Courtney Ford, Jonathan Schmock, Michael Cotter, Michelle Page, Tim Guinee

## L'agente coinvolto
- Titolo originale: Officer Involved
- Diretto da: Skipp Sudduth
- Scritto da: Christopher Silber

### Trama
Danny ha appena finito il turno e sta per tornare a casa ma una sua collega lo invita a prendere una birra insieme ad altri colleghi, Danny accetta ma quando escono dal bar una brutta sorpresa attende Danny e la sua squadra.
- Altri interpreti: Dean Norris, Jeananne Goossen, Joey McIntyre, Joshua Bitton, Manny Montana

## Aria apparente
- Titolo originale: Air Apparent
- Diretto da: Anthony Hemingway
- Scritto da: Aaron Rahsaan Thomas

### Trama
Hank Frazier, fratello della giovane promessa del basket del liceo, Riley Frazie, esce di prigione e torna a vivere a casa della fidanzata, Angela. Tre settimane dopo il padrone di casa trova il cadavere della donna e sul muro il nome di Hank. Tutte le prove portano a lui, ma qualcosa ha tradito l'assassino.
- Altri interpreti: Kathleen Munroe, Justin Bruening, Scott Lowell, Jarod Einsohn, Robbie Amell

## Macabra caccia al tesoro
- Titolo originale: Get Me Out of Here!
- Diretto da: Scott White
- Scritto da: Trey Callaway

### Trama
La notte di Halloween un gruppo di ragazzi si reca al cimitero, dove però trovano il cadavere di un ragazzo appartenente ad una confraternita. Il team indaga sulla morte del giovane e scoprono che era un maestro incaricato di mettere alla prova dei giovani che volevano entrare nella confraternita. Dietro la morte del giovane, però, si cela una macabra scoperta.
- Altri interpreti: David Burke, Michael Nardelli, Nathan Frizzell, Parker Young

## Schiacciati
- Titolo originale: Crushed
- Diretto da: Duane Clark
- Scritto da: Kim Clements

### Trama
Una ragazza dà una festa in casa sua. In poco tempo la voce si sparge ed una miriade di ragazzi e ragazze si reca all'evento. Un gruppo di ragazzi va sul balcone, portando un tavolo di marmo, ma questo cede crollando al suolo. Nessuno dei presenti riporta gravi danni, ad eccezione della padrona di casa che muore, apparentemente, schiacciata dalle macerie. Jo si ritrova a combattere nuovamente contro il caso che le aveva fatto lasciare Washington e l'FBI. Lo stupratore della figlia del senatore Matthews ha colpito ancora, questa volta a New York.
- Altri interpreti: Jason Wiles, Beau Garrett, Blaise Embry, Dominic Colon, Olvia Crocicchia, Shanley Caswell, Valentina De Angelis

## Incroci
- Titolo originale: Crossroads
- Diretto da: Jeff T. Thomas
- Scritto da: John Dove

### Trama
Un giudice viene ucciso in una strada che era stata chiusa al traffico per permettere un'ultima ricostruzione dei fatti prima del giudizio finale. L'assassino è un giovane che è riuscito a sparargli correndo su una bicicletta e riuscendo a sfuggire ai poliziotti presenti sulla scena. Dietro l'omicidio del giudice potrebbe nascondersi una vendetta riguardante una vecchia condanna.
- Guest star: Jeffrey Nordling
- Altri interpreti: Jason Wiles, Beau Garrett, Ivo Nandi, James Preston, Jenn Proske, Nayo Wallace, Tony Oller

## Il fine giustifica i mezzi
- Titolo originale: Means to an End
- Diretto da: Marshall Adams
- Scritto da: Zachary Reiter e Christopher Silber

### Trama
Frank Waters, ex partner di Jo nel caso di stupro di John Curtis, si trova a New York. Lindsay scopre che il GHB presente nel sangue della donna ed i lividi non coincidono con l'ora del presunto stupro. La giovane donna viene, inoltre, trovata morta nel parco. Gli indizi portano a pensare che Frank sia colpevole, e tale teoria viene rafforzata quando gli agenti irrompono nel suo appartamento. L'uomo stava dando una vera e propria caccia all'uomo allo stupratore e forse era complice della ragazza. Quando si getta sotto un autobus, emergono nuove prove. Jo si trova faccia a faccia con lo stupratore.
- Guest star: Jeffrey Nordling, Michael Weston
- Altri interpreti: Jason Wiles, Beau Garrett, Jenn Proske, Erica Piccininni

## Piazza pulita
- Titolo originale: Clean Sweep
- Diretto da: David Von Ancken
- Scritto da: Adam Targum

### Trama
Un corpo carbonizzato viene trovato in un vicolo. Dalla patente e dal sangue trovati accanto ai resti del corpo si presuppone si tratti di un lottatore. Parlando con la moglie gli agenti scoprono che la coppia era perseguitata da uno stalker, che era scomparso per un anno. Ma un mese prima aveva ricominciato a perseguitarli, nonostante si fossero trasferiti dal Colorado a New York. Un giovane si presenta alla centrale sporco di sangue e benzina, ma sembra non ricordare nulla. Le indagini rivelano, inoltre, che il corpo carbonizzato non è del lottatore, ma di un veterano.
- Altri interpreti: Vinessa Shaw, Alex Nesic, David Gallagher, Laura Breckenridge, Travis Schuldt, Tito Ortiz

## Chi è stato?
- Titolo originale: Who's There?
- Diretto da: Vikki Williams
- Scritto da: Bill Haynes

### Trama
I coniugi, Ron ed Elizabeth Ferguson, si trovano nel mezzo di una cena quando due rapinatori irrompono in casa. Ron viene ucciso, mentre la donna riesce a salvarsi e chiamare la polizia. Il team ha subito una chiara idea di ciò che è successo all'interno della casa, ma un'attenta analisi delle prove mostra che la moglie e la figlia nascondono qualcosa riguardo alla notte dell'omicidio.
- Altri interpreti: Heather Sossaman, Kate Lang Johnson, Robb Derringer, Sandra Hess, Vincent Ventresca

## O Brooklyn o morte
- Titolo originale: Brooklyn 'Til I Die
- Diretto da: Eric Laneuville
- Scritto da: Aaron Rahsaan Thomas

### Trama
Un uomo e una donna vengono aggrediti in un vicolo. La donna estrae una pistola e viene uccisa, mentre l'uomo è stato rapito. Mac ed il suo team scoprono che i due si erano incontrati per partecipare ad un gioco di ruolo e che l'arma della donna era finta. Il team si adopera a rintracciare il giovane che si scopre essere Preston Seville Jr, figlio di un miliardario. I rapinatori chiedono un riscatto, ma il padre del giovane non sembra essere intenzionato a collaborare.
- Altri interpreti: Megan Dodds, Richard Portnow, Ben Bledsoe, Frankie Shaw, Gene Farber, Jerry Kernion, Patrick St. Esprit

## Effetto domino
- Titolo originale: The Ripple Effect
- Diretto da: Oz Scott
- Scritto da: Trey Callaway

### Trama
Un ragazzo viene trovato morto ai piedi di una scala. Nel corso delle indagini si scopre, però, che il ragazzo non è stato ucciso ma che la sua morte è solo un tragico incidente. Il suo cadavere, però, non è l'unico a giungere sul tavolo della sala autopsie. Un secondo uomo viene trovato morto nel parco, ma anche in questo caso sembra trattarsi di un tragico incidente.
- Altri interpreti: Megan Dodds, Alex Weed, Connor Barrett

## Passato e presente
- Titolo originale: Flash Pop
- Diretto da: Jerry Levine
- Scritto da: Pam Veasey

### Trama
Jessica Drake, tecnico della scientifica di New York, viene trovata morta sui gradini di una casa sfitta. Cinquantacinque anni prima, in quello stesso luogo, era stata uccisa una giovane donna, Lana Gregory. L'omicidio di Jessica sembra essere una copia di quello di Lana, se non fosse che l'arma del delitto è diversa. Il detective che aveva seguito il caso di Lana decide di collaborare con Mac, affinché questo caso non resti irrisolto com'era capitato a lui. I sospetti portano ad un tecnico di laboratorio che sembra essersi dissolto.
- Guest star: Lee Majors
- Altri interpreti: Megan Dodds, Spencer Grammer, Aaron Hill

## Schermo mortale
- Titolo originale: Kill Screen
- Diretto da: Allison Liddi-Brown
- Scritto da: Tim Dragga e Adam Scott Weissman

### Trama
Un uomo viene trovato in un vicolo, e secondo gli agenti la sua morte può essere collegata al lavoro che svolgeva: ufficiale giudiziario. Indagando nella vita della vittima, si scopre che gestiva dei veri e propri tornei di videogiochi, in cui svolgeva il ruolo di arbitro.

## Salute
- Titolo originale: Sláinte
- Diretto da: Christine Moore
- Scritto da: Sarah Byrd

### Trama
I pezzi di un cadavere vengono ritrovati sparsi per New York, più precisamente agli angoli della zona chiamata Hell's Kitchen. I sospetti ricadono fin dall'inizio su un imprenditore che voleva acquistare il negozio della vittima, ma il ritrovamento di una seconda vittima fa cambiare idea agli agenti.
- Altri interpreti: Megan Dodds, Billy Lush, Christopher Gartin, James Shanklin, Marc Worden, Molly Burnett

## Sorprese
- Titolo originale: Unwrapped
- Diretto da: Deran Sarafian
- Scritto da: John Dove e Christopher Silber

### Trama
Un uomo viene ucciso davanti agli occhi della moglie mentre si reca a casa della nipote per consegnarle i regali di compleanno. Il racconto fornito dalla moglie non rispecchia la tesi supportata dalle prove, e gli agenti sospettano che possa aver fatto uccidere il marito per poter tornare con il suo ex fidanzato, nonché ex carcerato. Dietro l'omicidio dell'uomo, amato da tutti coloro che lo conoscevano, pare esserci la droga.
- Altri interpreti: Megan Dodds, Charles Malik Whitfield, Lee Thompson Young, Maestro Harrell, Mo McRae, Sherri Saum, Toni Trucks

## Sulla soglia della morte
- Titolo originale: Near Death
- Diretto da: David Alex Zakrzewski
- Scritto da: Zachary Reiter e Pam Veasey

### Trama
Mac viene ferito durante una sparatoria in un negozio. Durante la puntata gli agenti indagano per scoprire chi sia la donna che l'ha colpito, mentre Mac lotta tra la vita e la morte. L'agente ha delle allucinazioni in cui rivede anche Claire, la sua defunta moglie. Alla fine, si sveglia in ospedale con accanto Christine. Sei mesi dopo torna al lavoro insieme alla sua squadra.
- Altri interpreti: Megan Dodds, Jaime Ray Newman, Francis Xavier McCarthy, Will Rothhaar